# パキスタン海軍艦艇一覧
パキスタン海軍艦艇一覧は、パキスタン・イスラム共和国海軍が過去保有した、または現在保有する、または将来保有する予定の、未完成・計画中止を含めた歴代艦艇一覧である。
凡例

## 現有勢力（2024年現在）
- 国防予算：98億ドル[1]
- 海軍人員：3万7,000名[1]
- 艦船隻数：51隻（排水量20t以上）[1]

潜水艦×8
ハンゴール級（改「元」型）
ハリド級（アゴスタ90B型）
ハシュマート級（アゴスタ型）
MG-110型
フリゲート×9
トゥグリル級
旧・米「オリバー・ハザード・ペリー」級
ミサイル艇×8
高速艇×4
哨戒艦×2
哨戒艇×1
掃海艇×3
エアクッション揚陸艇×2
輸送艇×2
測量艦×2
補給艦×2
給油艦×5
練習艇×1
浚渫船×2
- 航空機数：39機[1]

艦載ヘリコプター×21
陸上固定翼機×18
- コースト・ガード：船艇19隻[1]

## 艦艇一覧（近代海軍）

### 水上戦闘艦

#### 軽巡洋艦
- 旧・英『ベローナ級』 - 1隻

ババル (Babur)　※　旧・『ダイアデム　(HMS Diadem)』

#### 駆逐艦
- 旧・英『C級』 - 1隻

シャー・ジャハーン (DD-962 Shah Jahan)　※　旧・『チャリティ　(HMS Charity,R29)』
- 旧・英『O級』 - 2隻

タリク (Tariq)　※　旧・『オファ　(HMS Offa,G29)』
ティップ・スルタン (Tippu Sultan)　※　旧・『オンスロウ　(HMS Onslow,G17)』
- 旧・英『バトル級』 - 2隻

バドル (Badr)　※　旧・『ギャバード　(HMS Gabbard,D47)』
カイバル (Khaibar)　※　旧・『カディス　(HMS Cadiz,D79)』
- 旧・英『カウンティ級』 - 1隻

ババル (Babur)　※　旧・『ロンドン　(HMS London,D16)』
- アラムジル級(旧・米『ギアリング級』) - 6隻

アラムジル (D-160 Alamgir)　※　旧・『コーン　(DD-866 Cone)』
シャー・ジャハーン (D-164 Shah Jahan)　※　旧・『ハロルド・J・エリソン　(DD-864 Harold J. Ellison)』
タリク (D-165 Tariq)　※　旧・『ウィルツィー　(DD-716 Wiltsie)』
タイムール (D-166 Taimur)　※　旧・『エパーソン　(DD-719 Epperson)』
トゥグリル (D-167 Tughril)　※　旧・『ヘンダーソン　(DD-785 Henderson)』
ティップ･スルタン (D-168 Tippu Sultan)　※　旧・『ダメイト　(DD-871 Damato)』
- タリク級(旧・英『21型フリゲート』) - 6隻

タリク　(F-181 Tariq)　※　旧・『アンバスケイド　(HMS Ambuscade,F172)』
バブール　(F-182 Babur)　※　旧・『アマゾン (HMS Amazon,F169)』
カイバル　(F-183 Khaibar)　※　旧・『アロー　(HMSF Arrow,F173)』
バドル　(F-184 Badr)　※　旧・『アラクリティ　(HMS Alacrity,F174)』
シャー・ジャハーン　(F-185 Shah Jahan)　※　旧・『アクティブ　(HMS Active,F171)』
ティップ・スルタン　(F-186 Tippu Sultan)　※　旧・『アヴェンジャー　(HMS Avenger,F185)』

#### フリゲート
- 旧・英『リアンダー級』 - 2隻

シャムシール (Shamshīr)　※　旧・『ダイアミード』　(HMS Diomede,F16)』
ズルフィカル (F-262 Zulfiqar)　※　旧・『アポロ　(HMS Apollo,F70)』
- サイーフ級(旧・米『ガーシア級』) - 4隻

サイーフ (F-264 Saif)　※　旧・『ガーシア　(FF-1040 Garcia)』
アスラト (F-265 Aslat)　※　旧・『オハラハン　(FF-1051 O'Callahan)』
ハルバル (F-266 Harbah)　※　旧・『ブランビー　(FF-1044 Brumby)』
シクァット (F-267 Siqqat)　※　旧・『ケルシュ　(FF-1049 Koelsch)』
- 旧・米『オリバー・ハザード・ペリー級』 - 1隻[1]

アラムジル (F-260 Alamgir)　※　旧・『マッキナニー　(FFG-8 McInerney)』
- ズルフィカル級 - 3隻(1隻建造中)

ズルフィカル　(F-251 Zulfiqar)
シャムシール　(F-252 Shamshīr)
サイーフ　(F-253 Saif)
- トゥグリル級 - 4隻[1]

トゥグリル（F-261 Tughril）
タイムール（F-262 Taimur）
ティプー（F-263 Tippu）
タリク（F-264 Tariq）

### 潜水艦
通常動力型潜水艦
- ガーズィー (Ghazi)　※　アメリカ合衆国『テンチ級潜水艦 ディアブロ　(AGSS-479 Diablo)』
- ハンゴール級(フランス：ダフネ級潜水艦) - 4隻

ハンゴール　(S-131 Hangor)
シュシュク　(S-132 Shushuk)
マングロ　(S-133 Mangro)
ガーズィー (S-134 Ghazi)　※　旧・ポルトガル『カシャローテ　(S165 Cachalote)』
- ハシュマート級(フランス：アゴスタ級潜水艦) - 2隻[1]

ハシュマート　(S-135 Hashmat)
フルマート　(S-136 Hurmat)
- ハリド級（フランス：アゴスタ90B型） - 3隻[1]

ハリド　(S-137 Khalid)
サード　(S-138 Saad)
ハムザ　(S-139 Hamza)
- ハンゴール級（中国：S26型（「元」型の輸出モデル））[2] - 8隻予定[1]

ハンゴール（Hangor）
シュシュク（Shushuk）
- MG-110型（ミゼット潜水艦） - 3隻[1]

X-01、X-02、X-03

### 機雷戦艦艇

#### 掃海艦艇
機雷掃討艇
- ムンシフ級(仏・『エリダン級』) - 3隻

ムンシフ　(M166 Munsif)　※　旧・仏『サジテール　(M650 Sagittaire)』
ムハフィズ　(M167 Muhafiz)
ムジャヒド　(M168 Mujahid)

### 哨戒艦艇

#### 哨戒・警備艦艇
哨戒艦
- ヤムーク級（OPV2300型） - 2隻[3]
- フナイン級（OPV2600型） - 2隻[3]

フナイン（F273 Hunain）、ヤママ（F274 Yamama）